# Mikkel Hindhede

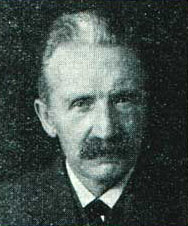
Mikkel Hindhede

Mikkel Hindhede foi um médico e político dinamarquês que viveu na época da Primeira Guerra Mundial. 
Foi responsável pela política de alimentação da Dinamarca durante este período de guerra, tendo sido graças ao seu plano de alimentação que a população dinamarquesa praticamente não sofreu com a fome e a falta de alimentos enquanto outros países tiveram problemas sérios. 
Seu plano consistiu basicamente em vender todos os animais (porcos e vacas) para os países vizinhos que acreditavam na proteína animal e alimentar a população dinamarquesa com proteína vegetal (farelo) e um pão integral criado especialmente para aquele momento de crise.